# Premiul Academiei Poloneze pentru cea mai bună actriță
Premiul Academiei Poloneze pentru cea mai bună actriță este unul din premiile acordate anual celei mai bune actrițe din Polonia într-un rol principal. Se acordă din 1999.

## Câștigătoare
| An   | Actriță                   | Film                                                    | Rol                                        |
| ---- | ------------------------- | ------------------------------------------------------- | ------------------------------------------ |
| 1999 | Agnieszka Krukówna        | Farba                                                   | Marta "Farba" ("Paint")                    |
| 1999 | Danuta Stenka             | Cudze szczęście                                         | Anna Kowalska                              |
| 1999 | Grażyna Szapołowska       | Kroniki domowe                                          | Mother                                     |
| 1999 | Agnieszka Sitek           | Zabić Sekala                                            | Agnieszka                                  |
| 1999 | Stanisława Celińska       | Złote runo                                              | Rysio's sister-in-law                      |
| 2000 | Grażyna Szapołowska       | Pan Tadeusz                                             | Telimena                                   |
| 2000 | Magdalena Cielecka        | Amok                                                    | Julia                                      |
| 2000 | Agnieszka Krukówna        | Fuks                                                    | Sonia                                      |
| 2000 | Gosia Dobrowolska         | Tydzień z życia mężczyzny                               | Anna Borowska                              |
| 2000 | Dominika Ostałowska       | Wojaczek                                                | Teresa                                     |
| 2001 | Dominika Ostałowska       | Daleko od okna                                          | Regina Lilienstern                         |
| 2001 | Anna Dymna                | Duże zwierzę                                            | Maria Sawicka                              |
| 2001 | Maja Ostaszewska          | Prymas - trzy lata z tysiąca                            | Sister Maria Leonia Graczyk                |
| 2001 | Magdalena Cielecka        | Zakochani                                               | Zosia Karska                               |
| 2001 | Krystyna Janda            | Życie jako śmiertelna choroba przenoszona drogą płciową | Anna                                       |
| 2002 | Kinga Preis               | Cisza                                                   | Magdalena "Mimi"                           |
| 2002 | Aleksandra Gietner        | Cześć, Tereska                                          | Tereska                                    |
| 2002 | Magdalena Cielecka        | Egoiści                                                 | Anka                                       |
| 2002 | Jadwiga Jankowska-Cieślak | Szczęśliwy człowiek                                     | Maria Sosnowska                            |
| 2002 | Anna Dymna                | Wiedźmin                                                | Nenneke                                    |
| 2003 | Danuta Stenka             | Chopin. Pragnienie miłości                              | George Sand                                |
| 2003 | Ewa Kaim                  | Anioł w Krakowie                                        | Hanka                                      |
| 2003 | Emilia Fox                | Pianista                                                | Dorota                                     |
| 2003 | Edyta Olszówka            | Tam i z powrotem                                        | Krystyna                                   |
| 2003 | Katarzyna Figura          | Zemsta                                                  | Podstolina Hanna                           |
| 2004 | Katarzyna Figura          | Żurek                                                   | Halina Iwanek                              |
| 2004 | Maja Ostaszewska          | Przemiany                                               | Marta Mycińska                             |
| 2004 | Aleksandra Prószyńska     | Zmruż oczy                                              | "Mała" ("Little")                          |
| 2005 | Krystyna Feldman          | Mój Nikifor                                             | Nikifor                                    |
| 2005 | Agnieszka Grochowska      | Pręgi                                                   | Tania                                      |
| 2005 | Katarzyna Figura          | Ubu król                                                | Ubica                                      |
| 2006 | Kinga Preis               | Komornik                                                | Nurse Gosia Bednarek                       |
| 2006 | Jolanta Fraszyńska        | Skazany na bluesa                                       | Małgorzata "Gola" Riedel                   |
| 2006 | Krystyna Janda            | Wróżby kumaka                                           | Aleksandra Piątkowska                      |
| 2007 | Jowita Budnik             | Plac Zbawiciela                                         | Beata Zielińska                            |
| 2007 | Karolina Gruszka          | Kochankowie z Marony                                    | Ola                                        |
| 2007 | Kinga Preis               | Statyści                                                | Bożena Popławka-Ochman                     |
| 2008 | Danuta Szaflarska         | Pora umierać                                            | Aniela                                     |
| 2008 | Krystyna Janda            | Parę osób, mały czas                                    | Jadwiga Stańczakowa                        |
| 2008 | Sonia Bohosiewicz         | Rezerwat                                                | Hanka B.                                   |
| 2009 | Jadwiga Jankowska-Cieślak | Rysa                                                    | Joanna Kocjan                              |
| 2009 | Kinga Preis               | Cztery noce z Anną                                      | Nurse Anna                                 |
| 2009 | Svetlana Khodchenkova     | Mała Moskwa                                             | Viera Svetlova                             |
| 2010 | Agata Buzek               | Rewers                                                  | Sabina Jankowska                           |
| 2010 | Kinga Preis               | Dom zły                                                 | Bożena Dziabasowa                          |
| 2010 | Krystyna Janda            | Tatarak                                                 | Mrs. Marta/Actress                         |
| 2011 | Urszula Grabowska         | Joanna                                                  | Joanna Kurska                              |
| 2011 | Magdalena Boczarska       | Różyczka                                                | Kamila Sakowicz "Różyczka" ("Little Rose") |
| 2011 | Olga Frycz                | Wszystko co kocham                                      | Basia                                      |
| 2012 | Agata Kulesza             | Róża                                                    | Róża Kwiatkowska                           |
| 2012 | Roma Gąsiorowska          | Ki                                                      | Kinga "Ki"                                 |
| 2012 | Agnieszka Grochowska      | W ciemności                                             | Klara Keller                               |
| 2013 | Agnieszka Grochowska      | Bez wstydu                                              | Anka                                       |
| 2013 | Weronika Rosati           | Obława                                                  | "Pestka" ("Seed")                          |
| 2013 | Danuta Szaflarska         | Pokłosie                                                | The elderly herbalist                      |
| 2014 | Agata Kulesza             | Ida                                                     | Wanda Gruz                                 |
| 2014 | Jowita Budnik             | Papusza                                                 | Bronisława Wajs "Papusza"                  |
| 2014 | Agnieszka Grochowska      | Wałęsa. Człowiek z nadziei                              | Danuta Wałęsa                              |
| 2015 | Maja Ostaszewska          | Jack Strong                                             | Hanna Kuklińska                            |
| 2015 | Zofia Wichłacz            | Miasto 44                                               | Alicja "Biedronka" ("Ladybug")             |
| 2015 | Agata Kulesza             | Pani z przedszkola                                      | Krzysztof's mother                         |
| 2016 | Maja Ostaszewska          | Body/Ciało                                              | Therapist Anna                             |
| 2016 | Agata Kulesza             | Moje córki krowy                                        | Marta Makowska                             |
| 2016 | Gabriela Muskała          | Moje córki krowy                                        | Kasia                                      |
| 2017 | Michalina Łabacz          | Wołyń                                                   | Zosia Głowacka- Skiba                      |
| 2017 | Dorota Kolak              | Zjednoczone stany miłości                               | Renata                                     |
| 2017 | Aleksandra Konieczna      | Ostatnia rodzina                                        | Zofia Beksińska                            |